# Association Sportive Cannes Volley-Ball 2012-2013 (maschile)
Questa voce raccoglie le informazioni riguardanti l'Association Sportive Cannes Volley-Ball nelle competizioni ufficiali della stagione 2012-2013.

## Organigramma societario
Area direttiva
- Presidente: François Mauro di Mauri

Area tecnica
- Allenatore: Christophe Meneau
- Allenatore in seconda: Éric Rouer

## Rosa
| N° | Nome             | Ruolo | Data di nascita  | Nazionalità sportiva |
| -- | ---------------- | ----- | ---------------- | -------------------- |
| 1  | Matthew Rawson   | C     | 29 ottobre 1986  | Stati Uniti          |
| 3  | Kévin Le Roux    | S/O   | 11 maggio 1989   | Francia              |
| 4  | Francis Nganga   | C     | 18 luglio 1984   | Francia              |
| 5  | Youssef Krou     | S     | 19 giugno 1989   | Francia              |
| 7  | Jhon Wendt       | C     | 15 gennaio 1994  | Francia              |
| 8  | Marien Moreau    | S/O   | 25 ottobre 1983  | Francia              |
| 9  | Dmytro Pašyckyj  | C     | 28 novembre 1987 | Ucraina              |
| 10 | Pascal Ragondet  | L     | 10 agosto 1983   | Francia              |
| 11 | Didier Sali Hilé | S     | 9 giugno 1991    | Senegal              |
| 12 | Jérémy Audric    | P     | 2 aprile 1986    | Francia              |
| 13 | Robert Tarr      | S     | 9 gennaio 1984   | Stati Uniti          |
| 15 | Sam Lebon        | S     | 21 marzo 1992    | Francia              |
| 16 | Nicolas Maréchal | S     | 4 marzo 1987     | Francia              |
| 18 | Pierre Pujol     | P     | 13 luglio 1984   | Francia              |